# Najah El Mougui
 (juillet 2025).
Najah El Mougui (en arabe : نجاح الموجي, aussi transcrit Nagah El Moughy) est un acteur égyptien né le 11 juin 1945 dans le  gouvernorat de Dakhleya et mort le 25 septembre 1998 au Caire.

## Biographie
Najah El Mougui commence sa carrière artistique dans les années 1970 après avoir obtenu son diplôme de l’Institut supérieur des arts dramatiques. Il se distingue par ses rôles comiques et satiriques, devenant l’un des visages les plus populaires du théâtre et de la télévision égyptienne.
Il collabore avec de grandes figures du cinéma égyptien, comme Adel Imam et Saïd Saleh
. Il était également très présent au théâtre, où il incarnait souvent des personnages populaires et ironiques.

## Carrière
Najah El Mougui participe à de nombreuses œuvres cinématographiques, télévisuelles et théâtrales. Il est notamment connu pour ses rôles dans :
- Al-Kashf (1986)
- Sawak El-Hanem (1993)
- Al-Harafish (film inspiré de l’œuvre de Naguib Mahfouz)
- Ayyam Al-Tafrah[3]

## Mort
Najah El Mougui meurt d’une crise cardiaque le 25 septembre 1998 au Caire. Sa disparition suscite une vive émotion dans le monde culturel égyptien.

## Filmographie sélective
- Al-Kashf (1986)
- Sawak El-Hanem (1993)
- Al-Harafish
- Ayyam Al-Tafrah